# Ерар Абрахам
Ерар Абрахам (фр. Hérard Abraham; 28 липня 1940 — 24 серпня 2022) — політичний діяч Гаїті, тимчасовий президент країни у березні 1990 року.

## Життєпис
У молодому віці вступив до лав збройних сил. Дослужився до звання генерал-лейтенанта та став одним з кількох військовиків у близькому оточенні президента Жана-Клода Дювальє. Брав участь у перевороті 1986 року проти того ж Дювальє, а також займав пост міністра закордонних справ в адміністрації президента Анрі Намфі з 1987 до 1988. Виконував обов'язки президента Гаїті упродовж трьох днів у березні 1990 після вуличних заворушень проти режиму Проспера Авріля, в результаті яких останній втік з країни. Передав владу за три дні, ставши єдиним військовим лідером Гаїті XX століття, хто зробив це демократичним шляхом. У січні 1991 року допоміг придушити переворот здійснений Роже Лафонтаном.
Того ж року Абрахам залишив збройні сили та виїхав до Сполучених Штатів. Там він оселився в Маямі. Жив поруч з іншим колишнім гаїтянським політиком, Жераром Латортю, який згодом став прем'єр-міністром. У лютому 2004 року Абрахам зробив радіозвернення з Флориди до президента Жана-Бертрана Аристида, закликаючи того скласти повноваження.
Після того, як Аристид був змушений виїхати з країни, був створений новий уряд. Латортю був обраний на пост прем'єр-міністра та у свою чергу призначив Абрахама на пост міністра внутрішніх справ. Останній займав цей пост із березня 2004 до 31 січня 2005, а в наступному кабінеті отримав пост міністра закордонних справ, який займав до 9 червня 2006 року.